# Cleantioides occidentalis
Cleantioides occidentalis är en kräftdjursart som först beskrevs av Richardson 1899.  Cleantioides occidentalis ingår i släktet Cleantioides och familjen Holognathidae. Inga underarter finns listade i Catalogue of Life.